# 加勒比华人
加勒比华人（Sino-Caribbeans）是生活在加勒比地区的中国民族血统的人。在大安的列斯的所有国家，都有数量小但重要性高的华人及华裔人口。他们都是巨大的华人侨民，即“海外华人”中的一部分。

## 从属族群
加勒比地区岛屿：
- 古巴华人
- 多米尼加华人（英语：Ethnic Chinese in the Dominican Republic）
- 海地华人
- 牙买加华人
- 波多黎各华人
- 特立尼达和多巴哥华人

加勒比地区大陆：
- 伯利兹华人（英语：Ethnic Chinese in Belize）
- 圭亚那华人
- 苏里南华人

## 移民历史
在1853年到1879年间，14000名华人劳工被输入到了英属加勒比地区（英属印度），成为了更为大型的契约劳动系统的一部分，为食糖种植园而工作。华人作为一股契约劳动力而从中国被输入，之后他们主要定居在了三个地方：牙买加、特立尼达，及英属圭亚那地区（即今天的圭亚那），并为食糖种植园而工作。华人劳工大多数人最初都是去英属圭亚那地区；不过，当这样的输入在1879年结束后，华人人口不断地下降，这主要是因为他们又移民到了特立尼达和苏里南。
华人在1847年开始移民古巴。当时来自广东的契约劳动者被带去在食糖种植田地里工作。他们带来了佛教與道教。在随后的几十年间，成千上万的华人劳动者从香港、澳门及台湾被带来，来替代非洲奴隶，或者与他们一起工作。在完成了8年的契约或者通过其他方式获得了自由之后，一些华人移民永久性地定居在了古巴，不过大多数人都渴望返回祖国。当美国在1882年5月6日颁布了《排华法案》，美国的许多华人逃到了波多黎各、古巴及其他的拉丁美洲国家。他们建立了小型的业务和在饭店和洗衣店工作。